# Zeitschrift für Weltgeschichte
Die Zeitschrift für Weltgeschichte – interdisziplinäre Perspektiven (ZWG) wurde im Jahr 2000 von Hans-Heinrich Nolte für den Verein für Geschichte des Weltsystems e. V. (VGWS) gegründet, der sie auch viele Jahre geschäftsführend für den VGWS herausgab. Seit 2018 hat der Globalhistoriker Jürgen G. Nagel diese geschäftsführende Funktion inne. Zum Herausgeberkreis gehören neben Hans-Heinrich Nolte und Jürgen G. Nagel auch Dariusz Adamczyk, Manuela Boatcă, Christian Cwik, Beate Eschment, Claus Füllberg-Stolberg, Bernd Hausberger. Peter Kehne, Andrea Komlosy, Ralf Roth, Helmut Stubbe da Luz und Asli Vatansever. Die aktuelle Redaktion setzt sich aus Jens Binner, Michael Bertram, Christian Lekon, Harald Kleinschmidt und Helmut Prantner zusammen.
Die ZWG erscheint seit 2000 halbjährlich im Wissenschaftsverlag Peter Lang. Sie präsentiert sich als Forum einer umfassenden Betrachtung von Geschichts-, Sozial- und Kulturwissenschaften. Jede Ausgabe der Zeitschrift enthält mehrere Aufsätze und größere Beiträge zu verschiedenen Epochen und Aspekten der Universal- und Weltgeschichte, die den Forschungsstand und wissenschaftlichen Diskurs wiedergeben. Ein umfangreicher Rezensionsteil dient der ausführlichen Erörterung relevanter Literatur; zudem referiert die Zeitschrift regelmäßig einschlägige Konferenzen und liefert bibliographische Notizen zur internationalen Literatur für Weltgeschichte. Einzelne Ausgaben enthalten auch globalgeschichtliche Beiträge aus fremdsprachigen Diskussionen, die für deutschsprachige Leser übersetzt wurden.